# The Low End Theory
The Low End Theory – drugi album amerykańskiej grupy hip-hopowej o nazwie A Tribe Called Quest. Ukazał się 24 września 1991 nakładem wytwórni Jive Records. Płytę promowały utwory "Check the Rhime", "Jazz (We've Got)" i "Scenario", do których zrealizowano teledyski. Inspiracją przy nagrywaniu albumu był krążek Straight Outta Compton grupy N.W.A.
W 2003 album został sklasyfikowany na 153. miejscu listy 500 albumów wszech czasów magazynu Rolling Stone.

## Lista utworów
Opracowano na podstawie źródła.
| #  | Tytuł                      | Gościnnie                            | Producent                          | Czas | Sample |
| -- | -------------------------- | ------------------------------------ | ---------------------------------- | ---- | --- |
| 1  | "Excursions"               |                                      | A Tribe Called Quest               | 3:53 | - The Last Poets - "Time" - The Last Poets - "Tribute to Obabi" - Shades of Brown - "The Soil I Tilled for You" - Art Blakey & the Jazz Messengers – "A Chant for Bu"                                                                       |
| 2  | "Buggin' Out"              |                                      | A Tribe Called Quest               | 3:38 | - Jack DeJohnette – "Minya's the Mooch" - Lonnie Liston Smith - "Spinning Wheel" - Michał Urbaniak – "Ekim" |
| 3  | "Rap Promoter"             |                                      | A Tribe Called Quest               | 2:13 | - Eric Mercury - "Long Way Down" - New Birth - "Keep on Doin It" - Sly and the Family Stone – "Stand" |
| 4  | "Butter"                   |                                      | A Tribe Called Quest               | 3:39 | - Eighties Ladies - "Turned on to You" by - Chuck Jackson - "I Like Everything About You" - Gary Bartz - "Gentle Smiles" - Weather Report – "Young and Fine"                                                                                |
| 5  | "Verses from the Abstract" | Ron Carter, Vinia Mojica             | A Tribe Called Quest               | 3:59 | - Heatwave - "Star of the Story" - Joe Farrell – "Upon This Rock" |
| 6  | "Show Business"            | Lord Jamar, Sadat X, Diamond D       | Skeff Anselm, A Tribe Called Quest | 3:53 | - James Brown – "Funky President" - Fatback Band - "Wicky-Wacky" - Ferrante & Teicher - "Midnight Cowboy" |
| 7  | "Vibes and Stuff"          |                                      | A Tribe Called Quest               | 4:18 | - Grant Green – "Down Here on the Ground" |
| 8  | "The Infamous Date Rape"   |                                      | A Tribe Called Quest               | 2:54 | - Jackie Jackson – "It It Him or Me?" - Cannonball Adderley – "The Steam Drill" - Les McCann – "North Carolina" |
| 9  | "Check the Rhime"          |                                      | A Tribe Called Quest               | 3:36 | - Average White Band - "Love Your Life" - Minnie Riperton – "Baby, This Love I Have" - Grover Washington Jr. – "Hydra" - Steve Miller Band - "Fly Like an Eagle"                                                                            |
| 10 | "Everything Is Fair"       |                                      | Skeff Anselm, A Tribe Called Quest | 2:58 | - Bobby Byrd - "Hot Pants (I’m Coming, I’m Coming, I’m Coming)" - Funkadelic - "Let's Take It to the People" - Harlem Underground Band - "Ain’t No Sunshine" - Willis Jackson - "Ain’t No Sunshine"                                         |
| 11 | "Jazz (We've Got)"         |                                      | A Tribe Called Quest               | 4:09 | - Five Stairsteps - "Don't Change Your Love" - Sly and the Family Stone – "Sing a Simple Song" - Freddie Hubbard – "Red Clay" - Lucky Thompson – "Green Dolphin' Street" - Mountain – "Long Red"                                            |
| 12 | "Skypager"                 |                                      | A Tribe Called Quest               | 2:13 | - Eric Dolphy – "17 West" - Sly and the Family Stone – "Advice" |
| 13 | "What?"                    |                                      | A Tribe Called Quest               | 2:29 | - Paul Humphrey & the Cool Aid Chemists - "Uncle Willie's Dream" |
| 14 | "Scenario"                 | Charlie Brown, Dinco D, Busta Rhymes | A Tribe Called Quest               | 4:10 | - Miles Davis – "So What" - Emotions - "Blind Alley" - Kool and the Gang – "Give It Up" - Kool and the Gang – "Soul Vibrations" - Ohio Players – "Ecstasy" - Jack McDuff – "Oblighetto" - The Jimi Hendrix Experience – "Little Miss Lover" |

## Pozycje na listach
| Lista (1991)           | Najwyższa pozycja |
| ---------------------- | ----------------- |
| UK Albums Chart        | 58                |
| Billboard 200          | 45                |
| Top R&B/Hip-Hop Albums | 13                |